# La Bernaudeau Junior 2018
De 25e editie van de wielerwedstrijd La Bernaudeau Junior werd gehouden op 18 maart 2018. De start was in La Roche-sur-Yon, de finish in La Tardière. De juniorenwedstrijd had de categorie 1.1. De Fransman Hugo Page volgde zijn landgenoot Maxime Bonsergent op als winnaar.

## Uitslag
| Plaats  | Naam               | Tijd     |
| ------- | ------------------ | -------- |
| Winnaar | Hugo Page          | 3u16'55" |
| 2       | Gauthier Navarro   | z.t.     |
| 3       | Colin Jacquemin    | z.t.     |
| 4       | Max Kroonen        | z.t.     |
| 5       | Casper van Uden    | z.t.     |
| 6       | Donavan Grondin    | z.t.     |
| 7       | Henri Vandenabeele | z.t.     |
| 8       | Louis Barre        | z.t.     |
| 9       | Benjamin Labbe     | z.t.     |
| 10      | Yann Plusquellec   | z.t.     |
| 11      | Samuel Thibaud     | + 19"    |
| 12      | Baptiste Huyet     | z.t.     |
| 13      | Nathan Podesta     | z.t.     |
| 14      | Jord Baak          | + 24"    |
| 15      | Maxime Jolly       | z.t.     |
| 16      | Léo Delhommeau     | z.t.     |
| 17      | Clément Aulnette   | z.t.     |
| 18      | Paul Tabary        | z.t.     |
| 19      | Nathan Székely     | z.t.     |
| 20      | Erwan Soulie       | z.t.     |

1994 · 1995 · 1996 · 1997 · 1998 · 1999 · 2000 · 2001 · 2002 · 2003 · 2004 · 2005 · 2006 · 2007 · 2008 · 2009 · 2010 · 2011 · 2012 · 2013 · 2014 · 2015 · 2016 · 2017 · 2018 · 2019